# Naftoport
Naftoport Sp. z o.o. – przedsiębiorstwo z siedzibą w Gdańsku zajmujące się lądowo-morskim przeładunkiem produktów naftowych w bazie przeładunku paliw płynnych w porcie morskim w Gdańsku (część Portu Północnego). Obsługuje dostawy surowej ropy naftowej dla rafinerii polskich i niemieckich (Leuna i Schwedt/Oder) realizując import zarówno ropy rosyjskiej jak i innych producentów.

## Historia
Współczesny terminal powstał w 1992 roku celem zróżnicowania dostaw ropy naftowej do Polski jako rozwinięcie inwestycji zainicjowanej jeszcze w czasach rządów Edwarda Gierka, która pozwoliła dostarczać do Polski ropę zamawianą w Libii, Iranie oraz u koncernów zachodnich (kontrakt z BP od maja 1971). Jako konsument dostaw naftoportu do połowy lat 70. powstała w Gdańsku rafineria.

## Specyfikacja
Naftoport posiada pięć mogących pracować jednocześnie stanowisk rozładunkowych w tym stanowisko „T” przystosowane do obsługi statków o nośności do 300 tys. ton. Roczna zdolność przeładunkową wynosi 40 mln ton.
| Gdańsk na mapie                | Gdańsk na mapie                                                                  |
| ------------------------------ | -------------------------------------------------------------------------------- |
| Stanowisko - P, R - T1 - O - T | ropa i produkty ropopochodne produkty jasne oleje opałowe i napędowe uniwersalne |
| Długość nabrzeża i głębokość   |                                                                                  |
| Stanowisko - P, R - T1 - O - T | 150 m, 9,6 m 211 m, 12,7 m 300 m, 15 m 340 m, 15 m                               |
| Zdolność przeładunkowa         | 40 mln ton                                                                       |

Udziałowcami Naftoportu są:
- PERN S.A.
- PKN Orlen S.A.
- Port Północny Sp. z o.o.
- J&S Service & Investment Ltd. (Cypr)[11][12]
- Skarb Państwa

## Przeładunki
Łączne przeładunki w mln ton:
- 2000 – 6,060
- 2001 – 7,236
- 2002 – 5,890
- 2003 – 9,991
- 2004 – 11,801
- 2005 – 9,50
- 2006 – 9,90
- 2007 – 8,99[14]
- 2009 – 7,10[15]
- 2010 – 14,1[16]
- 2011 – 9,9[17]
- 2012 – 10,3[18]
- 2014 – 12,1[19]
- 2016 – 12,230[20]
- 2017 – 12,482[21]
- 2018 – 14,917[22]
- 2019 – 16,801[23]
- 2020 – 12,845[24]
- 2021 – 17,898[25]
- 2022 – 24,517[26]
- 2023 – 36,564[27]
- 2024 – 38,815[28]